# Mira, Mirror
Mira, Mirror là tiểu thuyết hư cấu giả tưởng dành cho tuổi mới lớn của Mette Ivie Harrison. Tác phẩm được xuất bản lần đầu vào năm 2004. Tiểu thuyết này được kể dưới góc nhìn của chiếc gương thần trong truyện cổ tích "Nàng Bạch Tuyết và bảy chú lùn". "Mira" là nhân vật chính trong truyện.

## Nội dung
Mira là cô gái trẻ trở thành tập sự của một phù thủy. Một người học việc khác của phù thủy là Amanda nhận Mira làm chị em gái. Tuy nhiên Amanda đã phản bội tình bạn bè và biến Mira thành một chiếc gương thần. Truyện đề cập đến việc Amanda trở thành nữ hoàng độc ác trong truyện cổ tích "Nàng Bạch Tuyết". Mira phải phục vụ nữ hoàng độc ác cho đến khi hết giá trị lợi dụng và bị bỏ rơi.
Nhiều năm trôi qua. Ivana, một cô gái nông dân đang chạy trốn khỏi người cha tàn nhẫn của mình và tình cờ gặp Mira. Mira lôi kéo Ivana trở thành bạn với con gái của một thương gia giàu có tên là Talia. Mira làm điều này với hy vọng lấy lại hình dạng con người của mình. Cô sử dụng phép thuật vốn có của bản thân để thay đổi diện mạo của các cô gái để tất cả bọn họ đều giống nhau. Thật bất ngờ, Talia khá hạnh phúc với hình dạng mới của mình khi cô đang cố gắng trốn khỏi một cuộc hôn nhân sắp đặt. Sau đó, Mira hợp tác với Ivana và Talia để họ đều đạt được mục tiêu của riêng mình.

## Nhân vật
- Mira: Nhân vật kể chuyện và là nhân vật chính của câu chuyện. Cô là người tập sự của một phù thủy bị mắc kẹt trong một chiếc gương. Mira sở hữu một số khả năng phép thuật, đặc biệt là khả năng thay đổi diện mạo của con người.
- Zerba: Một phù thủy đã mua Mira ở đầu truyện.
- Amanda: Một người tập sự của phù thủy, cũng chính là phù thủy trong truyện Bạch Tuyết.[3][4]
- Ivana: Một cô gái nông dân chạy trốn khỏi gia đình và vô tình gặp Mira.
- Talia: Con gái của một thương gia, người đã đính hôn để trở thành một phần của cuộc hôn nhân sắp đặt.
- Merchant Minitz: Cha ruột của Talia, và là cha nuôi của Ivana.

## Tiếp nhận
Mira, Mirror đã nhận về nhiều ý kiến trái chiều. Kirkus Reviews đưa ra một đánh giá chỉ trích khi nói rằng: "Với mục đích khám phá các vấn đề nặng nề giữa tình chị em, ma thuật, sức mạnh và tình yêu, câu chuyện được thể hiện một cách hời hợt và cực kỳ tẻ nhạt này đã không thành công."  Ngược lại, tác giả và nhà phê bình Orson Scott Card khen ngợi cuốn sách về cốt truyện, cách viết và nói rằng: "Tôi không đủ lời khen ngợi để nói về cuốn tiểu thuyết này." Hiệp hội Khoa học Viễn tưởng New England đánh giá cuốn sách là "thú vị".